# Tod in Hollywood
Tod in Hollywood ist eine prominent besetzte, US-amerikanische Filmsatire aus dem Jahre 1965 von Tony Richardson nach der Romanvorlage The Loved One (1948) von Evelyn Waugh. Weiters wurde der Film inspiriert von dem Buch The American Way of Death (1963) von Jessica Mitford. Robert Morse und die beiden anderen Hauptdarsteller Jonathan Winters (in einer Doppelrolle) und Anjanette Comer führen eine bemerkenswerte Riege bekannter und populärer anglo-amerikanischer Darsteller an, darunter Rod Steiger, Milton Berle, John Gielgud, Tab Hunter, Margaret Leighton, James Coburn, Robert Morley, Dana Andrews, Lionel Stander, Roddy McDowall sowie der Pianist und Entertainer Liberace.

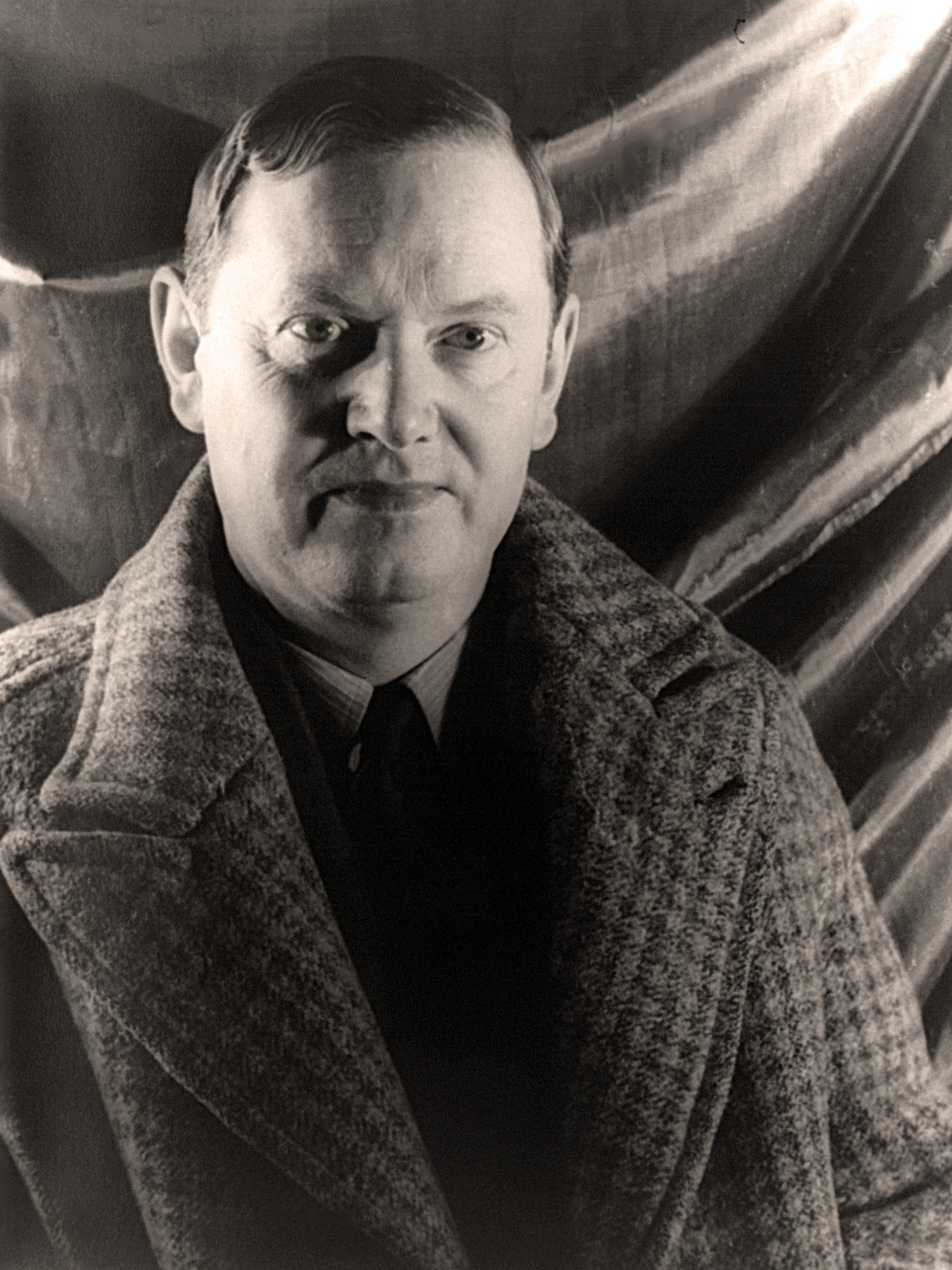
Autor der Romanvorlage Evelyn Waugh (1940)

## Handlung
Dennis Barlow ist ein junger, englischer Dichter, der nach Los Angeles fliegt, um seinen dort lebenden Onkel Sir Francis Hinsley zu besuchen. Seit drei Jahrzehnten arbeitet dieser für eine große Filmproduktionsfirma im Planungsbereich. Eines Tages wird der altgediente Brite von seinem noch jugendlichen Chef D.J. junior gefeuert, woraufhin sich Sir Francis erhängt. Sir Ambrose Abercrombie, Grandseigneur und Vorsteher der britischen „Filmkolonie“ in Hollywood, bittet Dennis, die Beerdigung von Sir Francis im Whispering Glades Memorial Park, dem exklusivsten Friedhof in Tinseltown, zu organisieren. Das Begräbnis sollte, so macht der massige Adelige Dennis klar, schon prachtvoll ausfallen, und so muss Neuankömmling Dennis, der sich sehr über die Beerdigungsgepfolgenheiten in der Filmgemeinde wundert, eine große Summe des Geldes seines verblichenen Onkels für dessen Grablegung investieren. Der Nobelfriedhof wird von Reverend Wilbur Glenworthy betrieben. Dieser sich sehr fromm gebende Gottesmann bietet Dennis, der bislang noch ohne Arbeit in Los Angeles lebt, einen Job bei Wilburs Zwillingsbruder Harry an, der gleichfalls unlängst von einem Filmstudio gefeuert wurde. Dennis solle sich doch als Prediger bei Harrys neuer Firmengründung The Happier Hunting Grounds, einem Friedhof für verblichene Haustiere der Reichen und Schönen, versuchen.
Bald verliebt sich Dennis in Aimee Thanatogenos, die Kosmetikerin von Whispering Glades, deren Job es ist, die Leichen vor deren letzten Gang optisch aufzuhübschen. Doch auch Mr. Joyboy, der hyperkorrekte Chefeinbalsamierer des Friedhofs, hat ein Auge auf die elegante Aimee geworfen. Die ist von beiden Bewerbern um ihre Gunst nicht gerade begeistert: Dennis „borgt“ sich nämlich seine Gedichte ungefragt von anderen Autoren aus und schlägt überdies vor, auf Aimees Kosten mit ihr zusammenleben. Mr. Joyboy wiederum hat eine krankhaft übergewichtige Mutter, die den ganzen Tag nur Essen in sich hineinstopft. Auch die bizarre Mutter-Sohn-Beziehung schreckt Aimee eher ab. Um sich letzte Klarheit über ihr Gefühlswirrwarr zu verschaffen, geht Aimee Thanatogenos zu ihrem Guru Brahmin. Sie erhofft sich von dem angeblich weisen Gelehrten einen klugen Rat zu erhalten. Der Guru rät Aimee zu einer Beziehung mit Dennis. Beide jungen Leute verloben sich daraufhin, doch als der Engländer sieht, dass Aimee ihr noch halbfertiges Haus nahe einer Klippe gebaut hat, was in einem Erdbebengebiet wie der kalifornischen Küste nicht eben die beste Idee ist, geht er gleich wieder ein wenig auf Abstand zu ihr.
Als Mr. Joyboys Vogel, ein Maina, stirbt, geht er mit dem Kadaver zum Tierfriedhof, um für sein verblichenes Haustier die letzte Ruhestätte auszusuchen. Auf seinem Friedhofsgelände hat Henry Glenworthy dem 13-jährigen Raketenbau-Tüftler Gunther Fry, eine Art jugendliche Version von Wernher von Braun, ein Testlabor eingerichtet. Die Zukunft liege im All, finden die Gebrüder Glenworthy, und das bedeute schließlich, dass schon aus reinen Platzgründen eines Tages die eine oder andere Leiche in den Weltraum geschossen werden müsse. Mr. Joyboy findet diese Idee nicht ganz abwegig und will, dass sein toter Vogel nun ganz ohne eigene Flugkünste den Weg in das Orbit antritt. Joyboys Konkurrent um die Gunst Aimees, Dennis, organisiert die Abschiedszeremonie, worüber sich die pietätvolle Aimee nun wiederum zutiefst entrüstet. Mr. Joyboy ist über Aimees Entfremdung gegenüber Dennis entzückt, glaubt er doch, nunmehr wieder bessere Karten bei der Schönen zu haben.
Inspiriert von Bruder Henrys Raketenprogramm, arbeitet Reverend Wilbur Glenworthy derweil bereits an einem neuen Projekt, mit dem er ein neues Geschäftsmodell erschließen will: Da sich der von ihm betriebene Friedhof füllt und füllt, muss er dringend wieder ein paar bereits beerdigte Leichen loswerden, damit auch weiterhin der Dollar rollt. Und so kommt er auf die Idee, dass man mit Bruder Henrys bzw. Gunther Frys Raketenprogramm durchaus auch menschliche Leichname ins Weltall schießen könnte, zumal sich ein Seniorenheim auf dem dadurch freiwerdenden Friedhofsgrund sehr viel besser auszahlen würde. Wilbur plant daraufhin, eine Reihe von Särgen den Grabstellen zu entnehmen. Wilbur trägt sich mit der Idee einer perfekten Verwertungskette: Die Verblichenen im Altersheim können sogleich auf seinem Friedhof die letzte Ruhe antreten und später, je nach Platzbedarf bzw. letztem Willen der Verblichenen, via Rakete endgültig entsorgt werden. Wilbur plant, dieses Programm in Zusammenarbeit mit dem Luftwaffengeneral Buck Brinkman auf die Beine zu stellen, denn nur er kann die entsprechenden Raketen bzw. Abschussrampen zur Verfügung stellen. Um das Militär gefügig zu machen, organisiert Wilbur auf seinem Friedhof eine handfeste Orgie für die ranghohen Herren in Uniform.
Dennis, der keinesfalls Aimee verlieren will, erzählt ihr, dass der Whispering Glades-Friedhof demnächst geschlossen werde. Sofort läuft sie zu Mr. Joyboy, um sich von ihm trösten zu lassen. Doch der ist nicht da, weil er soeben zu Wilburs Friedhof gerufen wurde, um die Einbalsamierung eines Leichnams vorzubereiten, der demnächst ins All expediert werden soll. Bei dem Toten handelt es sich um einen früheren Astronauten, der in entsprechenden Kreisen „Der Condor“ genannt wurde. Aimee, nun ganz ohne Halt und Rat, sucht ihren Guru, doch Brahmin hängt gerade volltrunken in einer Bar ab und gibt ihr im Delirium den „Rat“, sich kurzerhand aus dem Fenster zu stürzen. Aimee läuft verzweifelt zum Friedhof Wilburs, wo sie auf den Reverend trifft. Der bestätigt Dennis’ Aussage und rückt ihr in unbotmäßiger Weise auf die Pelle. Aimee, die bislang stets zu dem frömmelnden Gottesmann aufgeschaut hatte, weist seinen plumpen Verführungsversuch zurück. Menschlich zutiefst enttäuscht, hat die erschütterte und angewiderte Aimee ihren Glauben an das Gute im Menschen verloren und begeht Selbstmord, in dem sie sich selbst einbalsamiert.
Mr. Joyboy findet ihre Leiche an seinem Arbeitsplatz und befürchtet einen Skandal. Er benachrichtigt seinen einst ärgsten Konkurrenten Dennis, und beide planen, Aimees Leiche im Krematorium des Tierfriedhofs verschwinden zu lassen. Dennis verlangt für seine Mithilfe, dass Mr. Joyboy ihm ein Heimflugticket Erster Klasse spendiert und alles Geld, das er mit seinen beiden Händen festhalten könne. Dann aber hat man eine noch viel „bessere“ Idee: Beide Männer planen, Aimees toten Körper anstatt den des toten Astronauten in die Rakete zu befördern, und die verstorbene Kosmetikerin als erste Tote ins All zu schießen. Der für diesen Jungfernflug vorgesehene „Condor“ landet stattdessen im Tierkrematorium. Nachdem der erste Raketenstart einer Leiche im Fernsehen landesweit übertragen wurde, fliegt Dennis heim nach England.

## Produktionsnotizen
Tod in Hollywood entstand unter anderem im Greystone Mansion in Los Angeles (Außenaufnahmen) und wurde am 11. Oktober 1965 in New York City uraufgeführt. Die deutsche Premiere fand am 9. April 1966 statt, die deutsche Fernseherstausstrahlung war im ZDF spätabends am 28. September 1971.
Ruth Gordon und Jayne Mansfield wirkten hier ebenfalls mit, doch wurden die Szenen mit ihnen aus dem fertigen Film herausgeschnitten.
Martin Ransohoff übernahm die Herstellungsleitung. Die Filmbauten wie auch die Kostüme wurden von Rouben Ter-Arutunian entworfen, die Schnittaufsicht übernahm Antony Gibbs.

## Auszeichnung
Rod Steiger erhielt für seine darstellerische Leistung als Mr. Joyboy den spanischen Filmpreis Sant Jordi de Cinematografia als bester Schauspieler in einer ausländischen Produktion.

## Wissenswertes
1947 besuchte Vorlageautor Evelyn Arthur Waugh die Vereinigten Staaten, um in Los Angeles an einer Filmadaption seines Romans Brideshead Revisited mitzuwirken. Während seines Hollywood-Aufenthaltes nahm Waugh auch an einer Beerdigung im Forest Lawn Memorial Park teil. Waugh war angewidert, wie die amerikanische Filmindustrie und die amerikanische Beerdigungsindustrie miteinander verwoben waren und brachte diese Eindrücke in seinem Roman zu Papier.

## Kritiken
Die internationalen Kritiken urteilten höchst unterschiedlich – von hellauf begeistert bis zutiefst angewidert … und manchmal sogar beides in einem. So erfasst der US-amerikanische Aggregator Rotten Tomatoes 47 % wohlwollende Besprechungen und ordnet den Film dementsprechend als „Gammelig“ ein. Nachfolgend eine Reihe von Beispielen:
Bosley Crowther urteilte in der New York Times einen Tag nach der Premiere: “Nachdem die Werbetrommler The Loved One in angeberischer Weise angekündigt hatten, dass es sich um einen schändlichen Film handele, der etwas habe, um jeden zu beleidigen, kann ich keinen Grund erkennen, diesem Jubel zu widersprechen: Er IST beleidigend – aber aus anderen Gründen als Kühnheit und Taktlosigkeit seines Themas. […] Seine freimütigen und glitzernden Ausstellungen der fantastischen Bestattungsrituale, die auf einigen der grellen Friedhöfe in der Nähe von Hollywood praktiziert werden, sind natürlich schockierend und verstörend, wenn sie so anschaulich und vulgär enthüllt werden […] Ja, The Loved One mag verstörend sein, aber er zeigt sich vital, wenn […] er sich über die Dummheit von Los Angeles und seine überbordenden Beerdigungszeremonien lustig macht. Was daran beleidigend ist […] ist die gewalttätige, undisziplinierte Unverhältnismäßigkeit seiner morbiden Derbheit. Da gibt es zu viele Späße um Leichen herum, zu viele Clownerien um Einbalsamierungsraum, zuviel ekelhaftes Beieinanderstellen von toten Körpern und Essen. […] Alles in allem ist The Loved One desaströs als bissige Satire aber macht das, was die Werbetrommler sagen. Eine Menge Leute könnten sich verletzt fühlen. Irgendwie scheinen Menschen das zu mögen.”
Der Spiegel schrieb dagegen 1966 begeistert und notierte zu empörten Kritiken, dass Amerika dem „bissigen Briten“ Richardson sein „Schock- und Scherz-Lichtspiel […] krummgenommen“ habe. Richardsons Film sei wie ein „Schrapnell“, das nicht nur die amerikanische Beerdigungsbranche persifliere: „Er hänselt Kosmonauten, lästert die Liebe und karikiert Amerikas heiligste Kuh – die Familie. Zum anderen Quantum kommt auch andere Qualität. Wo Waugh im kühlen Stil erzählt, mobilisiert Richardson die totale Satire.“ Es sei ein „amerikanischer Alptraum“ mit „bösen (und brillanten) Episoden“.
Starkritikerin Pauline Kael urteilte 1968: “Sogar eine chaotische Satire wie diese ist reinigend, und es ist schon ziemlich verwirrend sogar einen schlechten Film zu verreißen, der sich gegen Gott, die Mutter und das Vaterland ausspricht.”
Der Movie & Video Guide stellte fest, die Geschichte sei „korrekterweise als ein Film beworben, der jeden beleidigt“ und befand abschließend, Tod in Hollywood sei “zum Johlen komisch und zugleich abstoßend. Einmal gesehen, wird man Mrs. Joyboy nie mehr vergessen”.
Kay Wenigers Das große Personenlexikon des Films nannte in Tony Richardsons Biografie Tod in Hollywood „eine rabenschwarze, bitterböse Satire auf die Narreteien und Egozentriken der Bewohner der kalifornischen Filmmetropole.“
Im Lexikon des Internationalen Films heißt es: „Boshaft-bissig richtet der Film sein Augenmerk auf eine verräterische Stelle der in Illusionen flüchtenden amerikanischen Zivilisation: den ‚Way of Death‘.“
Halliwell‘s Film Guide fand, der Film sei „eine stechende Satire auf den American Way of Death, die aus der Hand glitt, mit Drehbuchautor und gleicherweise Schauspielern, die zu dick aufgetragen haben. Aber es gibt angenehme, bissige Momente in einem Film, der mit den Worten ’Der Film, der etwas hat, das jeden beleidigt’ beworben wurde.“
The New Yorker urteilte 1978: “Ein sinkendes Schiff, das es bis zum Hafen schafft, weil jedem an Bord zu schwindelig ist, um in Panik zu geraten”.
Hal Erickson schrieb: „Der Filmhistoriker William K. Everson hat angemerkt, dass The Loved One einer der besten und unterschätztesten Komödien der 1960er Jahre sei. Für alle anderen, besonders diejenigen, die sich schuldig fühlen beim Anblick von der mit einer einbalsamierten Nadel Selbstmord verübenden Anjanette Comer gekichert zu haben, ist dies ausschließlich eine Frage des Geschmacks … oder des Mangels desselben.“